# Internationale Friedensfahrt 1992
Die 45. Internationale Friedensfahrt (Course de la paix) war ein Straßenradrennen, das vom 8. bis 17. Mai 1992 ausgetragen wurde. Die 45. Auflage der Internationalen Friedensfahrt bestand aus 9 Einzeletappen und führte auf einer Gesamtlänge von 1348 km von Berlin über Karpacz nach Mladá Boleslav. Mannschaftssieger war Deutschland. Der beste Bergfahrer war Steffen Wesemann aus Deutschland. Durch eine ungenaue Streckenführung am Ende der ersten Etappe wurde das Etappenziel – Rotes Rathaus in Berlin – aus zwei Richtungen angefahren.
Insgesamt waren 71 Fahrer aus 12 Nationen am Start.
Finnland stellte nur fünf Fahrer.
Teilnehmende Nationen waren:
| Deutschland Tschechosl. Polen Bulgarien | Frankreich Niederlande Ungarn Italien | Marokko Norwegen GUS Rumänien |  |

## Details
| Ergebnis | Ergebnis         | Ergebnis      | Ergebnis    |
| -------- | ---------------- | ------------- | ----------- |
| Erster   | Steffen Wesemann | ø 38,0 km/std | Deutschland |
| Zweiter  | Bert Dietz       |               | Deutschland |
| Dritter  | Tomasz Brożyna   |               | Polen       |

| Etappe     | Start – Ziel                                                              | Etappensieger                                             | Etappen- länge         | Fahrzeit |
| ---------- | ------------------------------------------------------------------------- | --------------------------------------------------------- | ---------------------- | -------- |
| Eröffnung  | 000Berlin a. Ausscheidungsrennen b. Mannschaftszeitfahren c. Punktefahren | ttt Stantscho Stantschew Bulgarien Erik Zabel Deutschland | 013 km 003,3 km 011 km |          |
| 01. Etappe | Rund um Berlin                                                            | Steffen Wesemann Deutschland                              | 155 km                 | 3:17:28  |
| 02. Etappe | Berlin – Forst                                                            | Andrea Peron Italien                                      | 197 km                 | 4:56:23  |
| 03. Etappe | Forst – Dresden                                                           | Frank Augustin Deutschland                                | 174 km                 | 5:05:21  |
| 04. Etappe | Dresden – Karpacz                                                         | Steffen Wesemann Deutschland                              | 194 km                 | 5:01:46  |
| 05. Etappe | Karpacz – Jelenia Góra                                                    | Bert Dietz Deutschland                                    | 163 km                 | 4:27:13  |
| 06. Etappe | Karpacz – Trutnov                                                         | Frank Augustin Deutschland                                | 134 km                 | 3:49:55  |
| 07. Etappe | Rund um Trutnov                                                           | Abdelwahed Latrach Marokko                                | 144 km                 | 3:47:04  |
| 08. Etappe | Einzelzeitfahren in Trutnov                                               | Piotr Chmielewski Polen                                   | 033 km                 | 2:44:01  |
| 09. Etappe | Trutnov – Mladá Boleslav                                                  | Erik Zabel Deutschland                                    | 154 km                 | 4:19:09  |